# Список умерших в 1072 году
В этой статье представлен список известных людей, умерших в 1072 году.
См. также: Категория:Умершие в 1072 году

## Февраль

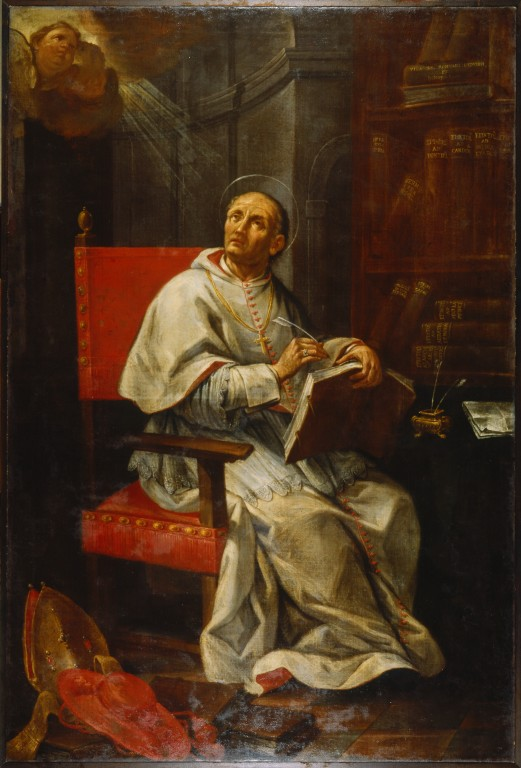
Пётр Дамиани

- 1 февраля — Ли Тхань Тонг (48) — император (c 1054) вьетнамской династии Поздние Ли
- 7 февраля — Диармайт мак Маэл-на-м-Бо — король Лейнстера с 1042 года, верховный король Ирландии с 1063 года
- 10 или 11 февраля — Леофрик[англ.] — первый епископ Эксетера (1050—1072)
- 21 февраля — Пётр Дамиани — католический святой, учитель церкви, богослов, деятель Григорианской реформы, монах-бенедиктинец, кардинал.
- 22 февраля — Стиганд — последний архиепископ Кентерберийский англосаксонского государства (1052—1070), неканоническое назначение которого стало одной из причин поддержки папой римским нормандского завоевания Англии.

## Март
- 16 марта — Адальберт — архиепископ Гамбурга и Бремена с 1046 года.
- 28 марта — Ордульф — герцог Саксонии (1059—1072).

## Август
- 19 августа — Авуаза — графиня-консорт Бретани (1066—1072), жена герцога Хоэля II, титулярная графиня Ренна (1066—1072)

## Сентябрь

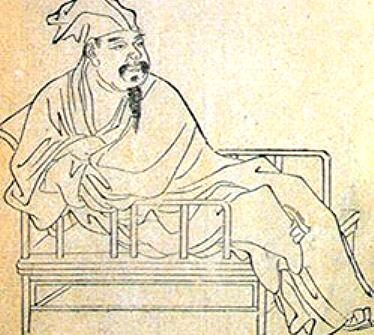
Оуян Сю

- 22 сентября — Оуян Сю — китайский государственный деятель, историограф, эссеист и поэт эпохи династии Сун

## Октябрь
- 7 октября — Санчо II — король Кастилии с 1065 года, король Галисии (1071—1072), король Леона (1072)

## Ноябрь

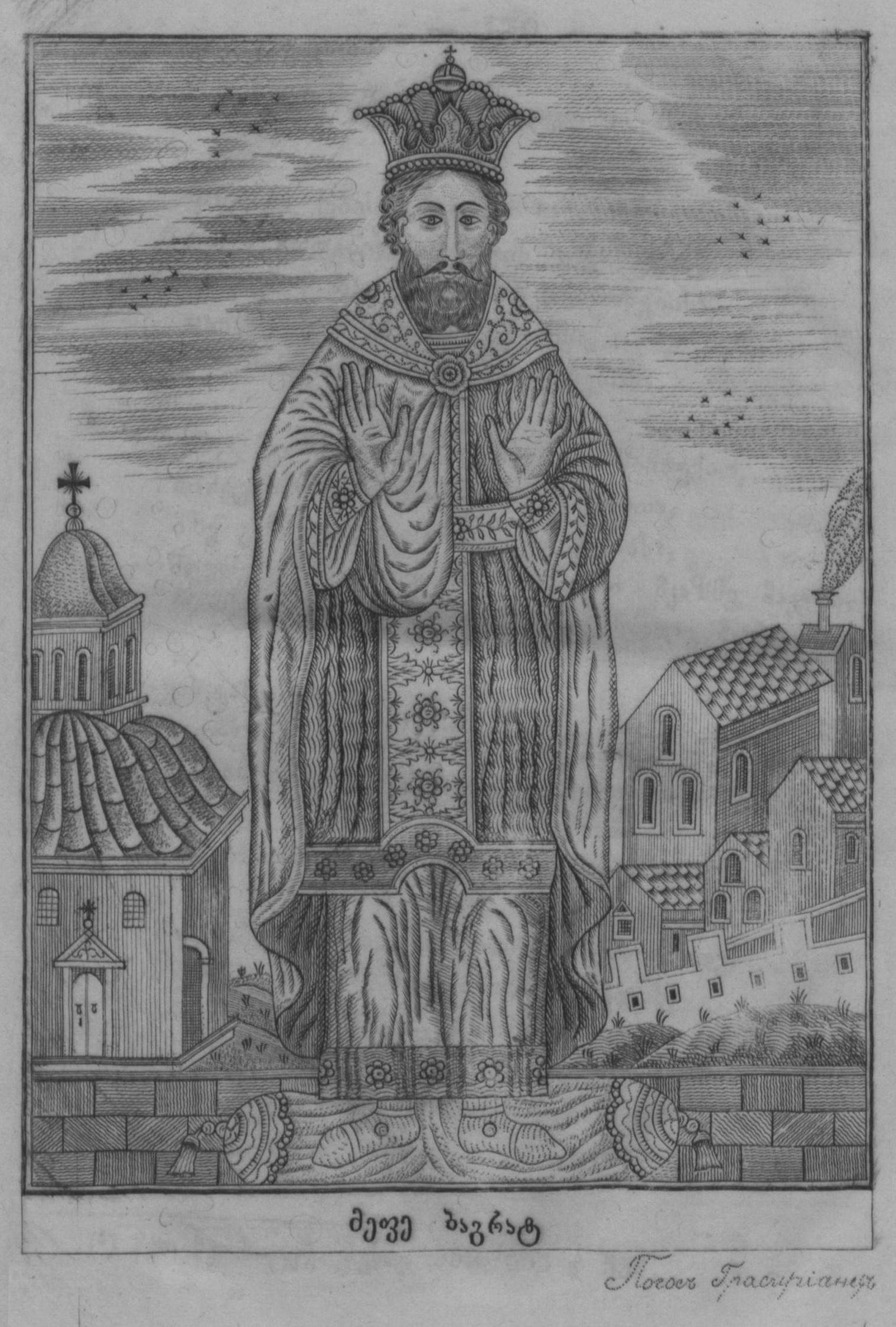
Баграт IV

- 24 ноября — Баграт IV Куроплат— царь Грузии с 1027 года

## Декабрь

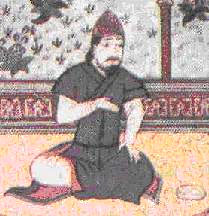
Алп-Арслан

- 15 декабря — Алп-Арслан — султан государства Сельджукидов (1063—1072). Погиб во время военного похода.
- 30 декабря — Абд аль-Карим аль-Кушайри (86) — исламский богослов, шафиит, ашарит, один из классиков суфизма.

## Дата неизвестна или требует уточнения
- Азраки — персидский поэт
- Арнал Мир де Тост — рыцарь из Урхельского графства, владелец замка Ллорда и виконт Ажера.
- Асади Туси — персидский поэт
- Георгий Войтех — болгарский аристократ, представитель скопской знати, организатор крупного восстания против византийского владычества.
- Гонорий II — антипапа (1061—1072)
- Маредид ап Оуайн ап Эдвин — король Дехейбарта с 1063 года. Погиб в бою.
- Роман IV Диоген — византийский император (1068—1071)
- Серло Отвиль — один из вождей норманнского завоевания Сицилии.
- Катран Табризи — персидский поэт
- Херевард — лидер народного англосаксонского сопротивления в период нормандского завоевания Англии. Дата смерти предположительна.